# 九龍巴士89C線
九龍巴士89C線是香港一條來往恆安和觀塘（翠屏道）的巴士路線，途經耀安邨、頌安邨、欣安邨、錦泰苑、富安花園、濱景花園、大老山隧道、彩虹邨、九龍灣、牛頭角及觀塘市中心，為九龍東和新界東沙田城河東、馬鞍山的居民提供來往觀塘區的服務。

## 歷史
- 1987年3月22日，投入服務，是馬鞍山發展成新市鎮後首條對外巴士路線，初時途經獅子山隧道和黃大仙。
- 1987年10月18日，繞經富安花園。
- 1991年6月27日，配合大老山隧道通車，原本馬鞍山往來黃大仙的服務交由85C線（已取消）負責。
- 1997年1月25日，改經近頌安邨外的一段西沙路，方便該區居民，同時亦開始增派空調巴士行走。
- 1997年8月25日，改為全空調服務。
- 2001年1月14日，繞經錦泰苑，服務錦泰苑居民。
- 2002年8月17日，往恆安邨方向不經新蒲崗及鑽石山站。
- 2011年6月1日：配合欣安邨落成入伙，來回程繞經恆耀街及恆泰路（欣安邨），並於恆輝街錦鞍苑外增設中途站[3]。
- 2011年9月14日：本線加強服務[4]。
- 2015年9月5日：增設到站時間預報。[5]
- 2023年2月13日：配合觀塘站巴士總站工程，往觀塘方向位於翠屏道之「翠屏邨翠柏樓」站遷移至「翠屏邨翠桉樓」站。[6]。

## 服務時間及班次
| 恆安開           | 恆安開      | 恆安開       | 觀塘（翠屏道）開 | 觀塘（翠屏道）開 | 觀塘（翠屏道）開 |
| 日期             | 服務時間    | 班次（分鐘） | 日期             | 服務時間         | 班次（分鐘）     |
| ---------------- | ----------- | ------------ | ---------------- | ---------------- | ---------------- |
| 星期一至五       | 05:30-06:30 | 15           | 星期一至五       | 05:45-17:05      | 20               |
| 星期一至五       | 06:42       | 06:42        | 星期一至五       | 17:20            | 17:20            |
| 星期一至五       | 06:55-08:55 | 15           | 星期一至五       | 17:35-18:35      | 12               |
| 星期一至五       | 08:55-17:55 | 20           | 星期一至五       | 18:50            | 18:50            |
| 星期一至五       | 17:55-18:55 | 15           | 星期一至五       | 19:05-21:05      | 20               |
| 星期一至五       | 18:55-23:30 | 25           | 星期一至五       | 21:05-00:00      | 25               |
| 星期一至五       | 00:00       |              |                  |                  |                  |
| 星期六           | 05:30-19:50 | 20           | 星期六           | 05:45-07:00      | 25               |
| 星期六           | 19:50-00:00 | 25           | 星期六           | 07:00-00:00      | 20               |
| 星期日及公眾假期 | 05:30       | 05:30        | 星期日及公眾假期 | 05:45-23:40      | 25               |
| 星期日及公眾假期 | 05:50-22:30 | 25           | 星期日及公眾假期 | 00:00            | 00:00            |
| 星期日及公眾假期 | 22:30-00:00 | 30           |                  |                  |                  |

特別班次（恆安 → 觀塘（翠屏道），不經大涌橋路、小瀝源道、彩虹通道及太子道東）
- 星期一至五：07:20、07:30、07:38、07:46、07:54、08:02、08:10
- 星期六：07:20、07:36、07:53、08:10

星期日及公眾假期不設服務

## 收費
全程：$9.4
- 濱景花園往觀塘（翠屏道）：$8.3
- 過大老山隧道近觀塘（翠屏道）／馬鞍山（恆安）：$7.1
- 富安花園往馬鞍山（恆安）：$4.8

| - 本線設有12歲以下小童及65歲或以上長者半價優惠。 - 65歲或以上香港居民使用「樂悠咭」，以及12歲以下合資格殘疾兒童使用「殘疾人士身份」個人八達通繳付車資，均可享有每程$2.0或半價（以較低者為準）的票價優惠；12至64歲合資格殘疾人士使用「殘疾人士身份」個人八達通（包括「樂悠咭」），以及60至64歲香港居民使用「樂悠咭」繳付車資，均可享有每程$2.0或全費（以較低者為準）的票價優惠。 - 65歲或以上長者如使用長者或一般個人八達通繳付車資，則只可享有半價優惠；12至64歲合資格殘疾人士如不使用「殘疾人士身份」個人八達通，以及60至64歲人士如不使用「樂悠咭」繳付車資，必須繳付全費。 - 乘客可以現金或八達通於上車時付款，不設找續。 - 每位成人乘客可免費攜帶最多兩名4歲以下而不佔座位的兒童乘客乘車，超額之4歲以下小童必須繳付小童車費乘車。 - 持有「九巴月票」之乘客在車票有效期內，每日可享最多10程任何九龍巴士及龍運巴士路線（包括本路線，以及聯營路線的九龍巴士／龍運巴士提供的班次；惟乘搭機場「A」及「NA」線則可享原價二七折優惠（不會計算每天10次合資格車程））；而B1線則每日可享最多各2程（不會計算每天10次合資格車程）。 - 九龍巴士、城巴、龍運巴士及陽光巴士全職員工及家屬（不包括外判職員）可免費乘搭本路線，惟必須拍職員或職員家屬八達通。 - 乘客亦可透過多元化電子支付系統（e度嘟）繳付車資，包括使用非接觸式VISA卡、JCB卡、萬事達卡、銀聯卡、美國運通、大來國際、Discover Card、Apple Pay、Google Pay、Samsung Pay、AlipayHK「易乘碼」、支付寶、WeChatHK／微信支付「搭車碼」、銀聯雲閃付「乘車碼」及BOC Pay「乘車碼」。乘客使用此付款方式，使用此支付方式的乘客可享有中途下車之分段收費，以及與其他九巴／龍運獨營路線或聯營線九巴／龍運班次之轉乘優惠，惟不適用於與非九巴／龍運路線之轉乘優惠，亦不能享有「公共交通費用補貼計劃」及「長者及合資格殘疾人士公共交通票價優惠計劃」。 |

### 八達通轉乘優惠
乘客登上本線後150分鐘內以同一張八達通卡轉乘以下路線，或從以下路線登車後150分鐘內以同一張八達通卡轉乘本線，次程可獲車資折扣優惠：
89C←→九龍市區路線，次程可獲$4.2折扣優惠
- 89C往觀塘 → 3M、13M、14B、15A、16M、23M、28B或29M
- 3M、13M、14B、15A、16M、23M、28B或29M → 89C往恆安

89C←→14X
- 89C往觀塘 → 14X往鯉魚門，次程可獲$4.4折扣優惠
- 14X往尖沙咀 → 89C往恆安，次程可獲$7.4折扣優惠

89C←→將軍澳／西貢／清水灣路線，次程可獲$4.2折扣優惠
- 89C往觀塘 → 91、91M/P、92、98、98A、290、290A、290B、290X或296A往將軍澳／西貢／清水灣
- 91、91M/P、92、98、98A、290、290A、290B、290X或296A往九龍 → 89C往恆安

89C←→任何九巴大老山隧道隧道非過海路線，次程可獲$4.2折扣優惠
89C←→277X、277E/P
- 89C往恆安 → 277X往聯和墟，兩程總車資$14.8
- 89C往恆安 → 277E/P往天平邨，兩程總車資$15.5
- 277X或277E/P往藍田站 → 89C往觀塘，次程車資全免

## 行車路線
恆安開經：恆錦街、恆康街、西沙路、恆輝街、恆耀街、恆泰路、恆輝街、寧泰路、保泰街、寧泰路、恆泰路、恆信街、富安花園巴士總站、恆信街、亞公角街、石門交匯處、（大涌橋路、小瀝源路）大老山隧道、（斧山道、迴旋處、斧山道、彩虹道、彩虹通道、太子道東）觀塘道及翠屏道。 
特別班次不經括號內之街道，停靠沙田醫院站後直接由大老山公路駛入大老山隧道，並改經觀塘繞道直接前往觀塘道。
觀塘（翠屏道）開經：翠屏道、鯉魚門道、偉發道、茶果嶺道、鯉魚門道、觀塘道、觀塘道下通道、觀塘道、彩虹交匯處、龍翔道、大老山隧道、沙田圍路、小瀝源路、大涌橋路、石門交匯處、亞公角街、恆信街、富安花園巴士總站、恆信街、恆泰路、寧泰路、恆輝街、恆耀街、恆泰路、西沙路、恆康街及恆錦街。

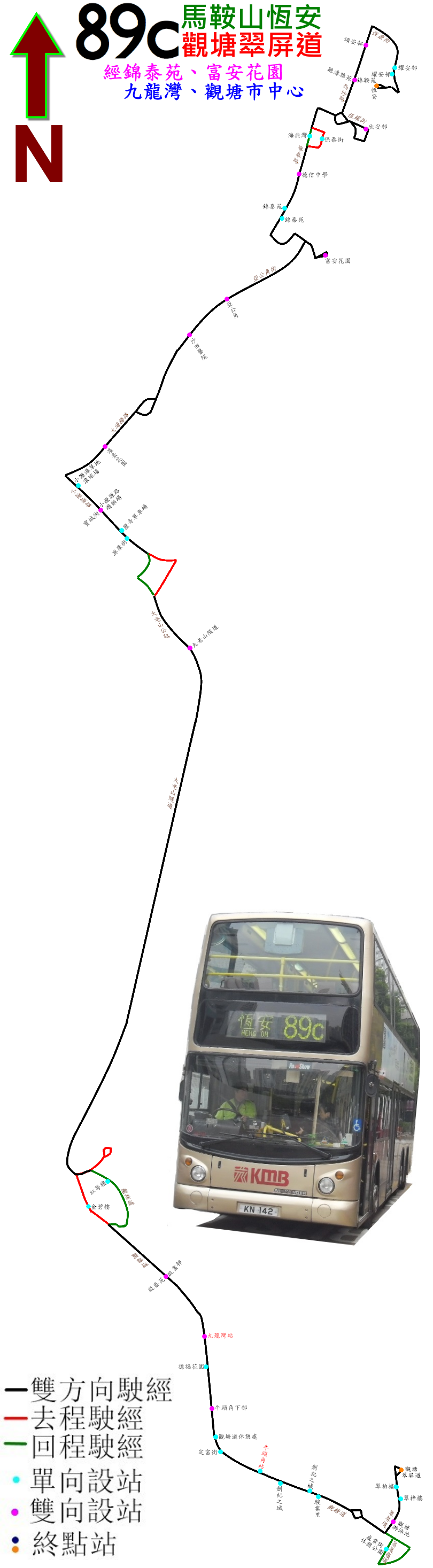
本線常規班次的走線圖

具體停站請參考資訊框

## 外部連結
- 九巴89C線 （页面存档备份，存于）
- 九巴89C線詳細時間表 （页面存档备份，存于）